# André Myhrer
Per André Myhrer (Nordanstig, 11 gennaio 1983) è un ex sciatore alpino svedese attivo principalmente nello slalom speciale, nel quale si è laureato campione olimpico a Pyeongchang 2018 e ha vinto la Coppa del Mondo di specialità nel 2012.

## Biografia

### Stagioni 1999-2004
Myhrer, nato a Bergsjö, ha esordito nel Circo bianco il 16 gennaio 1999 disputando uno slalom gigante valido come gara FIS a Branäs, piazzandosi 43º. Il 2 dicembre 2001 ha partecipato per la prima volta a una gara di Coppa Europa, lo slalom speciale di Val Thorens, senza qualificarsi per la seconda manche.
Ha esordito ai Campionati mondiali a Sankt Moritz 2003, senza concludere la prova di slalom speciale, e in Coppa del Mondo il 25 gennaio 2004 a Kitzbühel, sempre in slalom speciale. Due giorni dopo ha conquistato sulla Planai di Schladming, nella medesima specialità, i primi punti nel circuito (13º).

### Stagioni 2005-2009
In Coppa Europa ha colto il primo podio il 25 novembre 2004 a Landgraaf in KO slalom (3º) e la prima vittoria il 16 dicembre successivo a Obereggen in slalom speciale. Ha conquistato il primo podio in Coppa del Mondo il 25 gennaio 2005 nello slalom speciale di Schladming, classificandosi al 3º posto; si è poi piazzato 5º nella gara di slalom speciale dei Mondiali di Bormio/Santa Caterina Valfurva 2005 e 4º nello slalom speciale di Torino 2006, suo esordio olimpico.
Il 3 dicembre 2006 è salito per la prima volta sul gradino più alto del podio in Coppa del Mondo, giungendo primo nello slalom speciale di Beaver Creek; ai successivi Mondiali di Åre 2007 è stato 20º nello slalom gigante e 22º nello slalom speciale, mentre nella rassegna iridata di Val-d'Isère 2009 non ha concluso entrambe le prove.

### Stagioni 2010-2017
Ai XXI Giochi olimpici invernali di Vancouver 2010 ha conquistato la medaglia di bronzo nello slalom speciale vinto dall'italiano Giuliano Razzoli davanti al croato Ivica Kostelić e non ha concluso lo slalom gigante; il 15 dicembre dello stesso anno ha ottenuto l'ultima vittoria, nonché ultimo podio, in Coppa Europa, a Obereggen in slalom speciale. 10º nello slalom speciale ai Mondiali di Garmisch-Partenkirchen 2011, al termine della successiva stagione 2011-2012 ha vinto la Coppa del Mondo di slalom speciale, grazie anche ai sei podi conseguiti tra cui spiccano due vittorie in altrettante classiche della specialità, la Planai di Schladming e la Podkoren di Kranjska Gora.

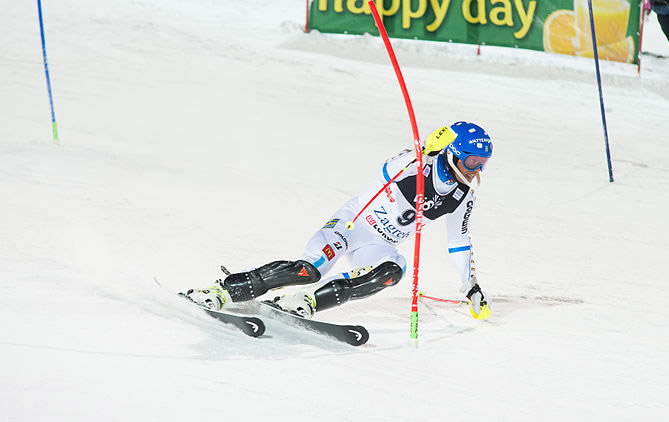
André Myhrer in gara a Zagabria Sljeme il 6 gennaio 2015

Il 12 febbraio 2013 ha conquistato la medaglia d'argento nella gara a squadre ai Mondiali di Schladming, dove è stato anche 14º nello slalom gigante e 4º nello slalom speciale. L'anno dopo, ai XXII Giochi olimpici invernali di Soči 2014, non ha concluso lo slalom speciale, mentre ai Mondiali di Vail/Beaver Creek 2015 si è aggiudicato la medaglia di bronzo nella gara a squadre, è stato 6º nello slalom speciale e non ha completato lo slalom gigante. Due anni dopo, ai Mondiali di Sankt Moritz 2017, ha vinto la medaglia di bronzo nella gara a squadre, si è classificato 6º nello slalom speciale e non ha completato lo slalom gigante.

### Stagioni 2018-2020
Il 1º febbraio 2018 ha ottenuto a Oslo in slalom parallelo la sua ultima vittoria in Coppa del Mondo e ai successivi XXIII Giochi olimpici invernali di Pyeongchang 2018, sua ultima presenza olimpica, ha vinto la medaglia d'oro nello slalom speciale e si è classificato 23° nello slalom gigante e 5º nella gara a squadre; l'anno dopo ai Mondiali di Åre 2019, suo congedo iridato, è stato 13º nello slalom speciale e 5º nella gara a squadre.
Il 15 dicembre 2019 è salito per l'ultima volta sul podio in Coppa del Mondo, a Val-d'Isère in slalom speciale (2º), e si è ritirato al termine di quella stessa stagione 2019-2020; la sua ultima gara è stata lo slalom speciale di Coppa del Mondo disputato l'8 febbraio a Chamonix, chiuso da Myhrer al 9º posto.

## Palmarès

### Olimpiadi
- 2 medaglie:
  - 1 oro (slalom speciale a Pyeongchang 2018)
  - 1 bronzo (slalom speciale a Vancouver 2010)

### Mondiali
- 3 medaglie:
  - 1 argento (gara a squadre Schladming 2013)
  - 2 bronzi (gara a squadre a Vail/Beaver Creek 2015; gara a squadre a Sankt Moritz 2017)

### Coppa del Mondo

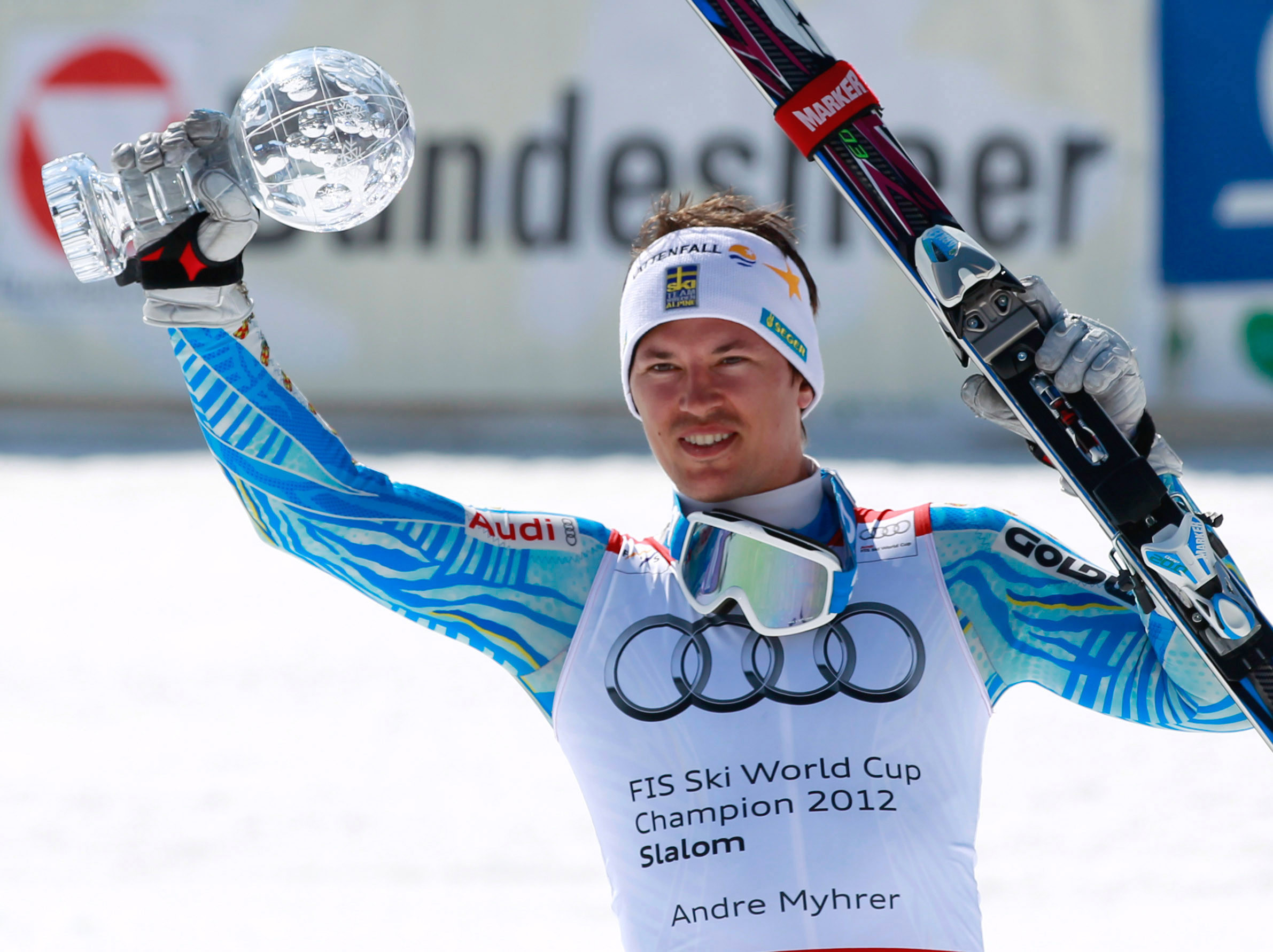
André Myhrer con la Coppa del Mondo di slalom speciale vinta nel 2012

- Miglior piazzamento in classifica generale: 9º nel 2013
- Vincitore della Coppa del Mondo di slalom speciale nel 2012
- 30 podi (23 in slalom speciale, 7 in slalom parallelo):
  - 8 vittorie (7 in slalom speciale, 1 in slalom parallelo)
  - 15 secondi posti (11 in slalom speciale, 4 in slalom parallelo)
  - 7 terzi posti (5 in slalom speciale, 2 in slalom parallelo)

#### Coppa del Mondo - vittorie
| Data             | Località        | Paese       | Specialità |
| ---------------- | --------------- | ----------- | ---------- |
| 3 dicembre 2006  | Beaver Creek    | Stati Uniti | SL         |
| 6 gennaio 2011   | Zagabria Sljeme | Croazia     | SL         |
| 11 marzo 2012    | Kranjska Gora   | Slovenia    | SL         |
| 18 marzo 2012    | Schladming      | Austria     | SL         |
| 11 novembre 2012 | Levi            | Finlandia   | SL         |
| 20 marzo 2016    | Sankt Moritz    | Svizzera    | SL         |
| 19 marzo 2017    | Aspen           | Stati Uniti | SL         |
| 1º gennaio 2018  | Oslo            | Norvegia    | PR         |

Legenda:

SL = slalom speciale

PR = slalom parallelo

#### Coppa del Mondo - gare a squadre
- 6 podi:
  - 2 vittorie
  - 1 secondo posto
  - 3 terzi posti

### Coppa Europa
- Miglior piazzamento in classifica generale: 23º nel 2005
- 7 podi:
  - 5 vittorie
  - 2 terzi posti

#### Coppa Europa - vittorie
| Data             | Località  | Paese   | Specialità |
| ---------------- | --------- | ------- | ---------- |
| 16 dicembre 2004 | Obereggen | Italia  | SL         |
| 20 gennaio 2005  | Mellau    | Austria | SL         |
| 15 dicembre 2005 | Obereggen | Italia  | SL         |
| 12 dicembre 2007 | Obereggen | Italia  | SL         |
| 15 dicembre 2010 | Obereggen | Italia  | SL         |

Legenda:

SL = slalom speciale

### Campionati svedesi
- 17 medaglie[3]:
  - 12 ori (slalom speciale nel 2005; supergigante, slalom speciale, supercombinata nel 2009; slalom speciale nel 2010; slalom speciale nel 2011; slalom speciale nel 2012; slalom speciale nel 2015; slalom gigante, slalom speciale nel 2016; slalom gigante nel 2017; slalom speciale nel 2018)
  - 4 argenti (slalom gigante nel 2009; slalom gigante nel 2011; slalom speciale nel 2013; slalom gigante nel 2015)
  - 1 bronzo (slalom speciale nel 2002)